# Faro Stražica
El Faro Stražica (en croata: Svjetionik Rt Stražica, literalmente el Faro del Cabo Stražica) se localiza en la isla de Prvić en el mar Adriático, fue construido en 1875 y consta de una pequeña casa de piedra y una torre de faro de 5 metros (16 pies) de altura. Un equipo de cuidadores estaban estacionados en la isla hasta que se hizo totalmente automatizado en el año 1974. En 1993 el sistema de gas natural fue sustituido por paneles solares ecológicos y hoy es controlado remotamente por Plovput, la empresa estatal para el tráfico marítimo, que controla toda la red de faros croatas. Hasta 1974, la tripulación del faro eran los únicos habitantes de Prvić, y hasta la década de 2000 Prvić celebró la distinción de ser la isla más grande de Croacia deshabitada, pero esto fue refutado cuando nuevas mediciones publicadas en 2004 mostraron que la isla de Žut es más grande por unos 2 kilómetros cuadrados (0,77 millas cuadradas). 